# チャック装置

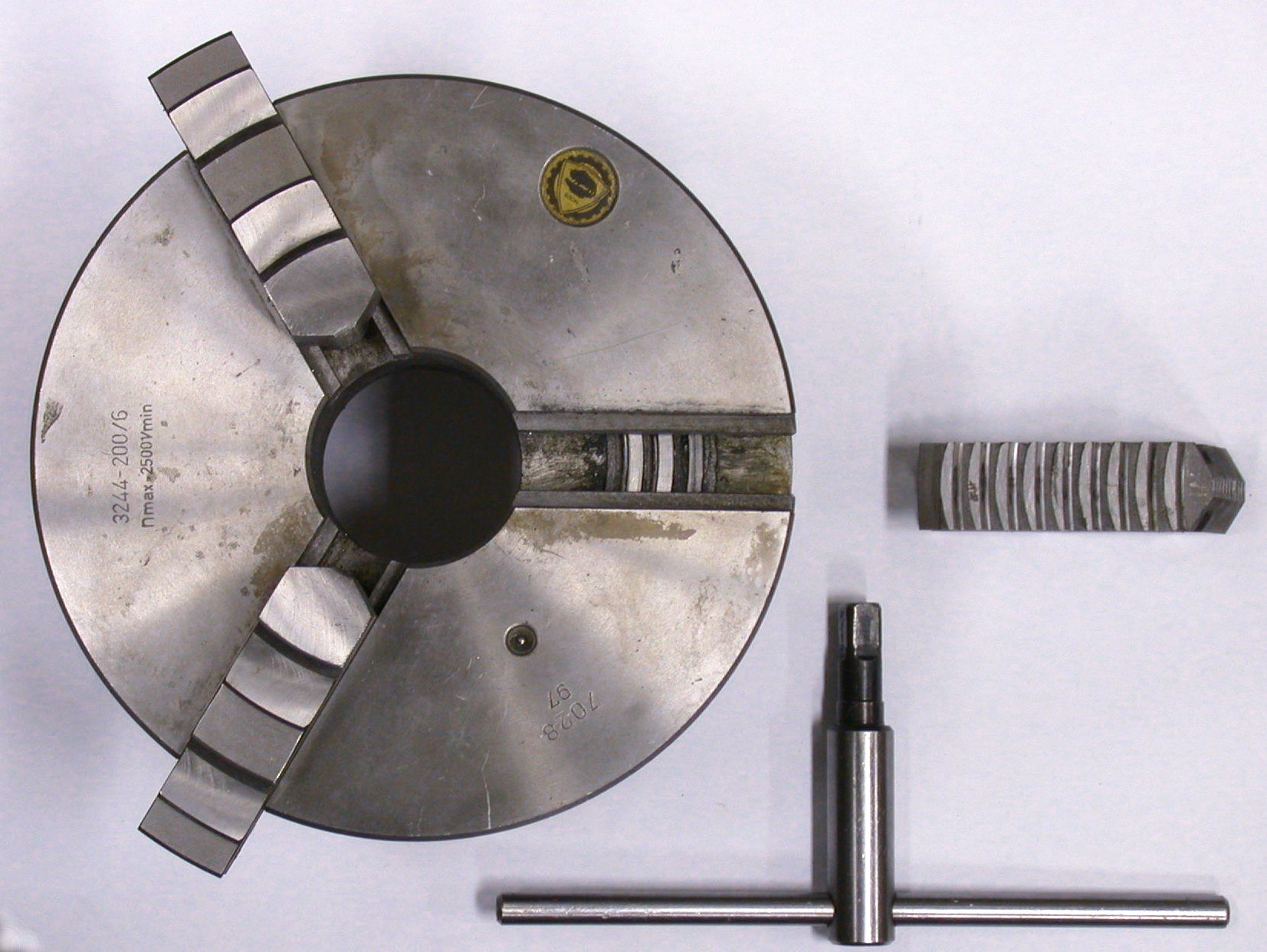
スクロールチャック

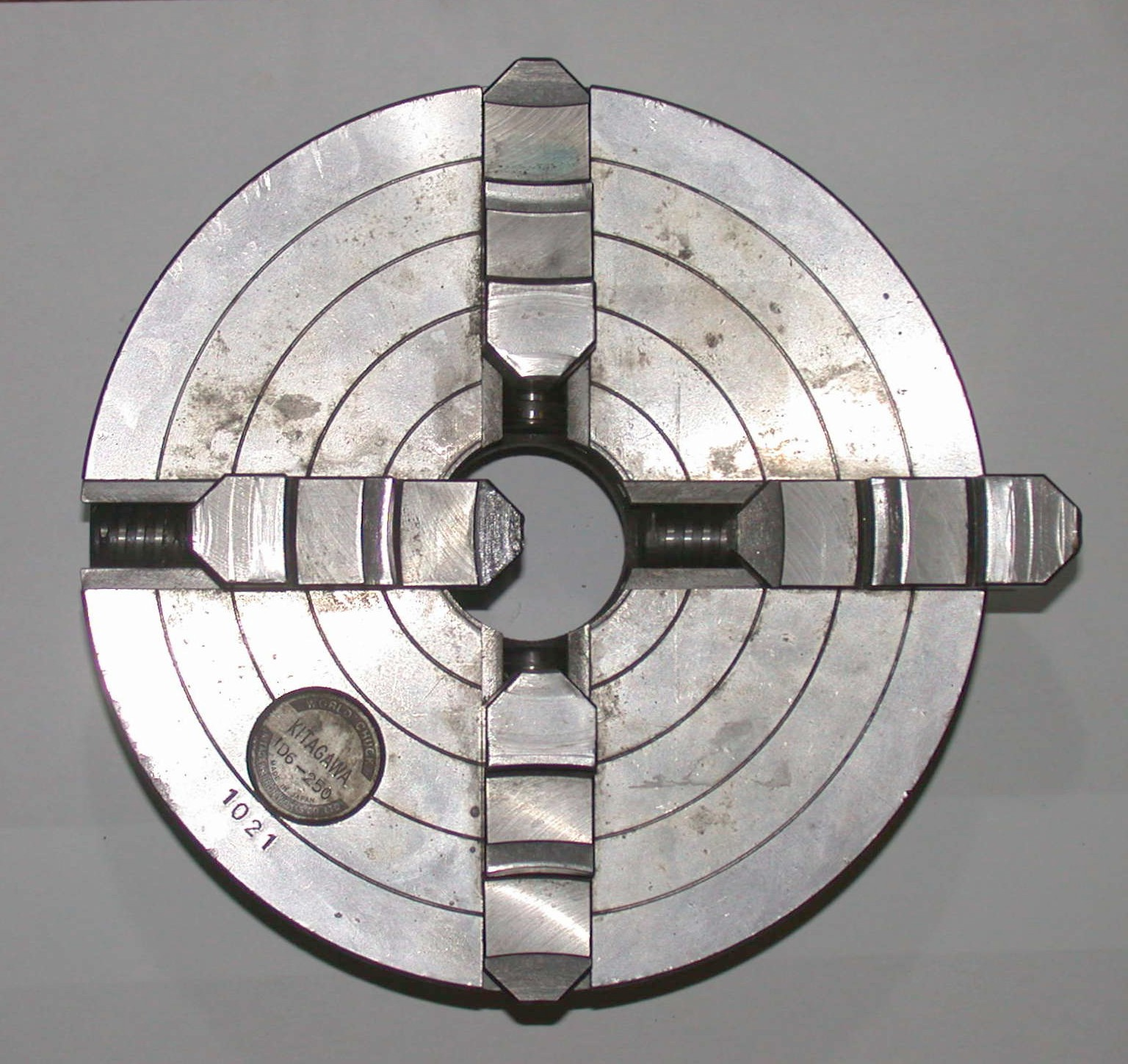
インデペンデントチャック

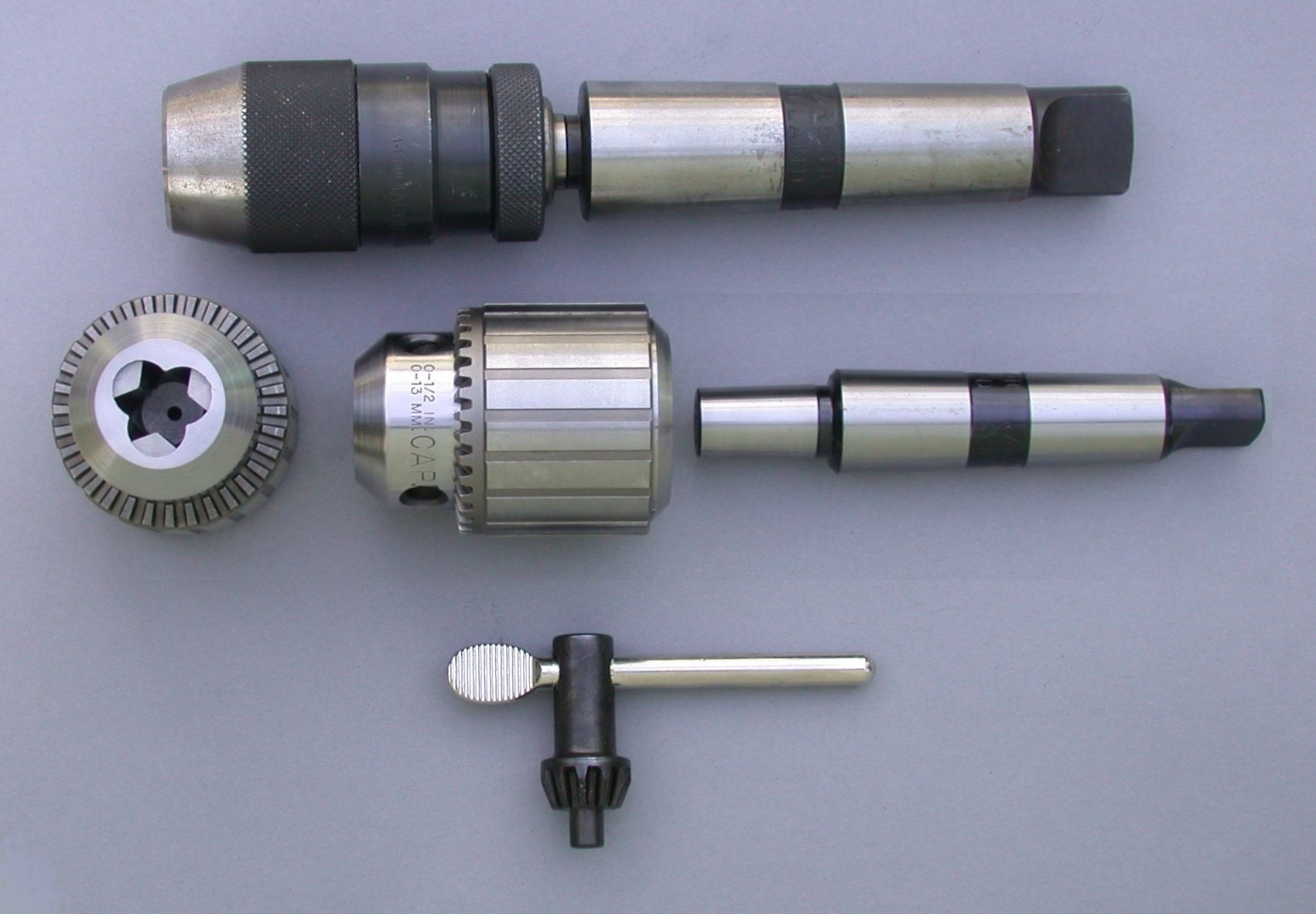
ドリルチャック

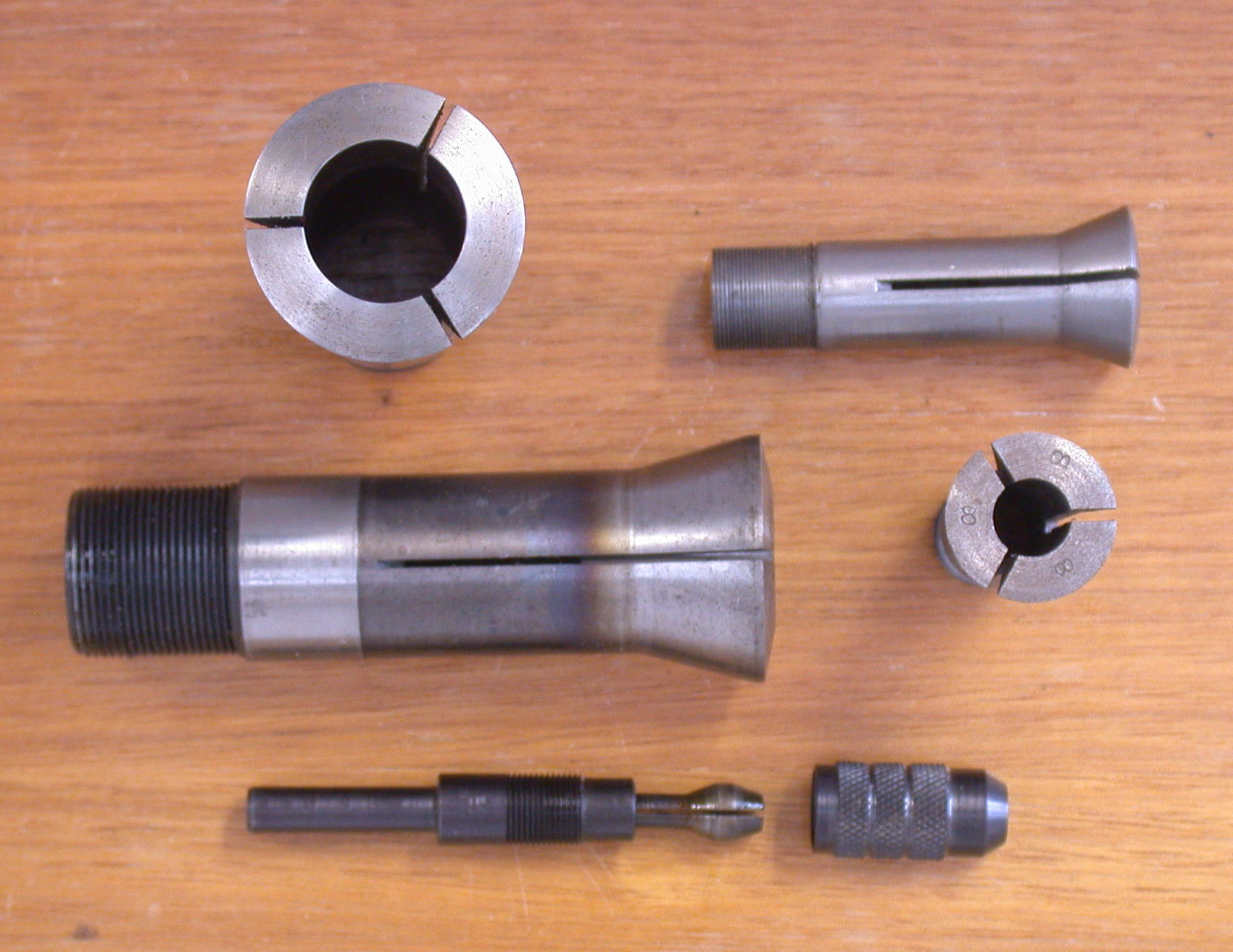
コレットチャック

チャック装置 (チャックそうち、英: chuck) は、工作機械にワーク (加工対象) を固定する工具である。またボール盤にドリルを取り付けるように、切削工具を固定する用途もある。ワークをチャック装置で固定することをチャッキング (chucking)、またはチャックするという。万力のような機械要素が使われることが多いが、他に、接着剤、氷、磁気、静電気、負圧などを使うものもある。
単にチャックという場合は旋盤に固定される円形のものを指す場合が多い。

## 種類

### メカニカルチャック
機械的な力でワークを固定するチャック。ワークはチャック本体に爪 (jaw) またはコレット (collet) で締め付けて固定される。爪は狭い面積で、コレットは広い面積でワークと接触する。
スクロールチャック
渦巻き (スクロール) 状の溝を持つカムが内蔵されており一箇所のハンドルを回転するだけで爪が同時に開閉するチャック。チャックと円筒ワークの同心を出すのが容易である。主に3爪、2爪がある。
インデペンデントチャック
爪それぞれが個別に動作するチャック。円筒でないワークでも任意の点をチャックの中心に据える事ができる。4爪がある。
ドリルチャック
ドリルをボール盤などに固定するためのチャック。直径13 mmまでのストレートドリルに用いる。
コレットチャック
ワークの形状に合わせて穴を加工しその中心から放射状に切込みを入れた筒 (コレット) にワークを差し込み、外側からテーパやその他の方法で締め付けることにより固定する。コレットは爪に比べワークに加わる圧力が小さいため、その分強力に固定できる。ツーリングにエンドミル等をチャックする用途にも用いられ、その際にはあらかじめエンドミルシャンクに合わせたものが提供される。

### マグネットチャック
磁性材料を磁気で吸引して固定するチャック。永久磁石を用いるもの、電磁石を用いるもの、双方を合わせたハイブリッド形がある。

### 真空チャック
対象を真空で吸引して固定するチャック。軽い物や変形しやすい物、小さい物を固定する場合に使用する。真空ピンセットなども同じ原理である。

## 類似する言葉
線ファスナー (ジッパー) を意味する日本語の「チャック」は、巾着 (きんちゃく) が語源であり、チャック装置とは無関係である。